# 丹宗暁信
丹宗 暁信（たんそう あきのぶ、1927年6月2日 - 2014年1月31日）は、日本の法学者（経済法）、弁護士。法学博士（九州大学）。北海道大学教授、千葉大学教授を歴任。「丹宗昭信」とも表記される。佐賀県出身。

## 人物
1952年（昭和27年）東京大学法学部卒業。1957年（昭和32年）同大学院（旧制）特別研究生修了（指導教授:田中二郎）。
1958年（昭和33年）九州大学法学部助教授（経済法ほか担当）。1960年（昭和35年）フルブライト奨学金でコロンビア大学ロースクール（コロンビア・ロー・スクール）等に留学。1962年（昭和37年）2月「経済法学の体系化のための基礎理論の考察」で九州大学より法学博士の学位を取得。
1967年（昭和42年）北海道大学法学部教授（経済法担当）。
1979年（昭和54年）立命館大学法学部教授（経済法ほか担当）。弁護士登録（京都弁護士会所属）。1984年（昭和59年）同法学部長。学校法人立命館理事。1985年（昭和60年）立命館大学国際関係学部開設委員会委員長。
1986年（昭和61年）10月千葉大学法経学部教授（国際経済法担当）。1991年（平成3年）千葉大学を停年退官し、大東文化大学法学部教授（国際経済法・経済法担当）。弁護士登録（第二東京弁護士会所属）。1993年（平成5年）同大学院法学研究科委員長。2003年（平成15年）大東文化大学退職。
丹宗独占禁止・知的財産法律事務所を開業し、同所長。
2005年（平成17年）大宮法科大学院大学客員教授（2007年まで、国際経済法担当）
研究領域は、アメリカの反トラスト法を研究。後年は、GATT法やWTO法を研究。

## 学説
- 国際法学者の大平善梧（一橋大学名誉教授）、佐藤和男（青山学院大学名誉教授）とともに国際経済法学を提唱した[9]。
- 独占禁止法の禁止領域は、私的独占の禁止・カルテルの規制・不公正な取引方法の規制の3つであるとする従来の通説に対し、丹宗は「企業結合や企業集中規制もカルテルの規制と中で論じず、4つ目の項目とすべき」と唱え、現在の基本書はこのような構成になっているものが多い。

実施時説
- 不当な取引制限の成立時期につき、丹宗は独占禁止法2条6項を同項の構成要件における結果と見て、合意の内容が現実に実施されることによって初めて結果が生じるので、合意の実施が不可欠とする。

## 主著

### 単著
- 『独占および寡占市場構造規制の法理』（北海道大学図書刊行会、1976年）
- 『経済法』（放送大学教育振興会、1996年）

### 共著
- 厚谷襄児と共編『独占禁止法の基礎』（青林書院新社、1977年）
- 厚谷襄児と共編『現代経済法入門』（法律文化社、1981年初版・1994年第3版）
- 小原喜雄・山手治之と共編『国際経済法』（青林書院新社、1987年初版・1993年新版）
- 厚谷襄児と共編『新現代経済法入門』（法律文化社、1999年初版・2006年第3版）
- 伊従寛と共著『経済法総論』（青林書院、1999年）
- 岸井大太郎と共編『独占禁止手続法』（有斐閣、2002年）